# Ipembe
Ipembe är ett periodiskt vattendrag i Angola.   Det ligger i provinsen Cuanza Sul, i den västra delen av landet, 300 kilometer söder om huvudstaden Luanda.
I omgivningarna runt Ipembe växer huvudsakligen savannskog. Runt Ipembe är det glesbefolkat, med 17 invånare per kvadratkilometer.